# Szczelina nad Lodową
Szczelina nad Lodową – jaskinia w Dolinie Kościeliskiej w Tatrach Zachodnich. Wejście do niej znajduje się na wschodnim zboczu górnej części Wąwozu Kraków, w stoku Mechów, nad Jaskinią Lodową Krakowską i jaskinią Szczelina pod Lodową, na wysokości 1590 m n.p.m. Długość jaskini wynosi 29 metrów, a jej deniwelacja 8 metrów.

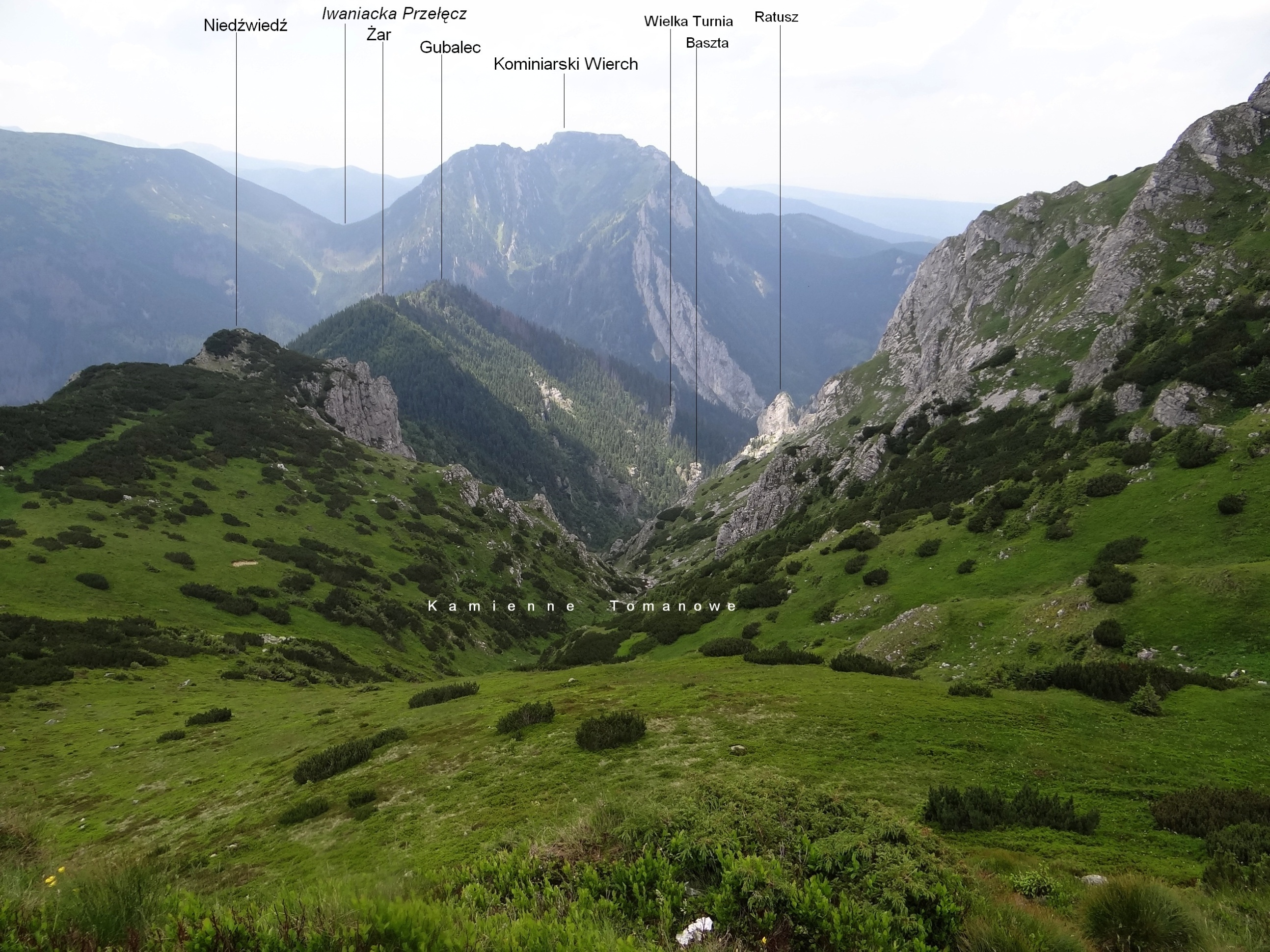
Widok na górną część Wąwozu Kraków

## Opis jaskini
Jaskinię ma charakter szczelinowy. Stanowi ją wąski ciąg, który prowadzi od niewielkiego otworu wejściowego do szczeliny zbyt ciasnej do przejścia. Po drodze, parę metrów za otworem, znajduje się 6-metrowa, szczelinowa studnia. Z jej dna wąski korytarzyk ciągnie się jeszcze 10 metrów.

## Przyroda
Prawie w całej jaskini jest widno. Z wyjątkiem okolic otworu nie ma w niej roślinności.

## Historia odkryć
Nie wiadomo od kiedy jaskinia jest znana. Pierwszy jej opis (do okolic studzienki) sporządzili 25 lipca 1977 roku M. Burkacki i P. Herzyk. W 1987 roku T. Żuławnik razem z M. Burkackim zbadali ją do końca.